# Kaple svaté Máří Magdaleny (Zebín)
Kaple sv. Maří Magdaleny stojí na čedičovém vrchu Zebín v nadmořské výšce 399 metrů, dva kilometry severovýchodně od města Jičín v okrese Jičín. Barokní stavba je kulturní památkou.

## Historie

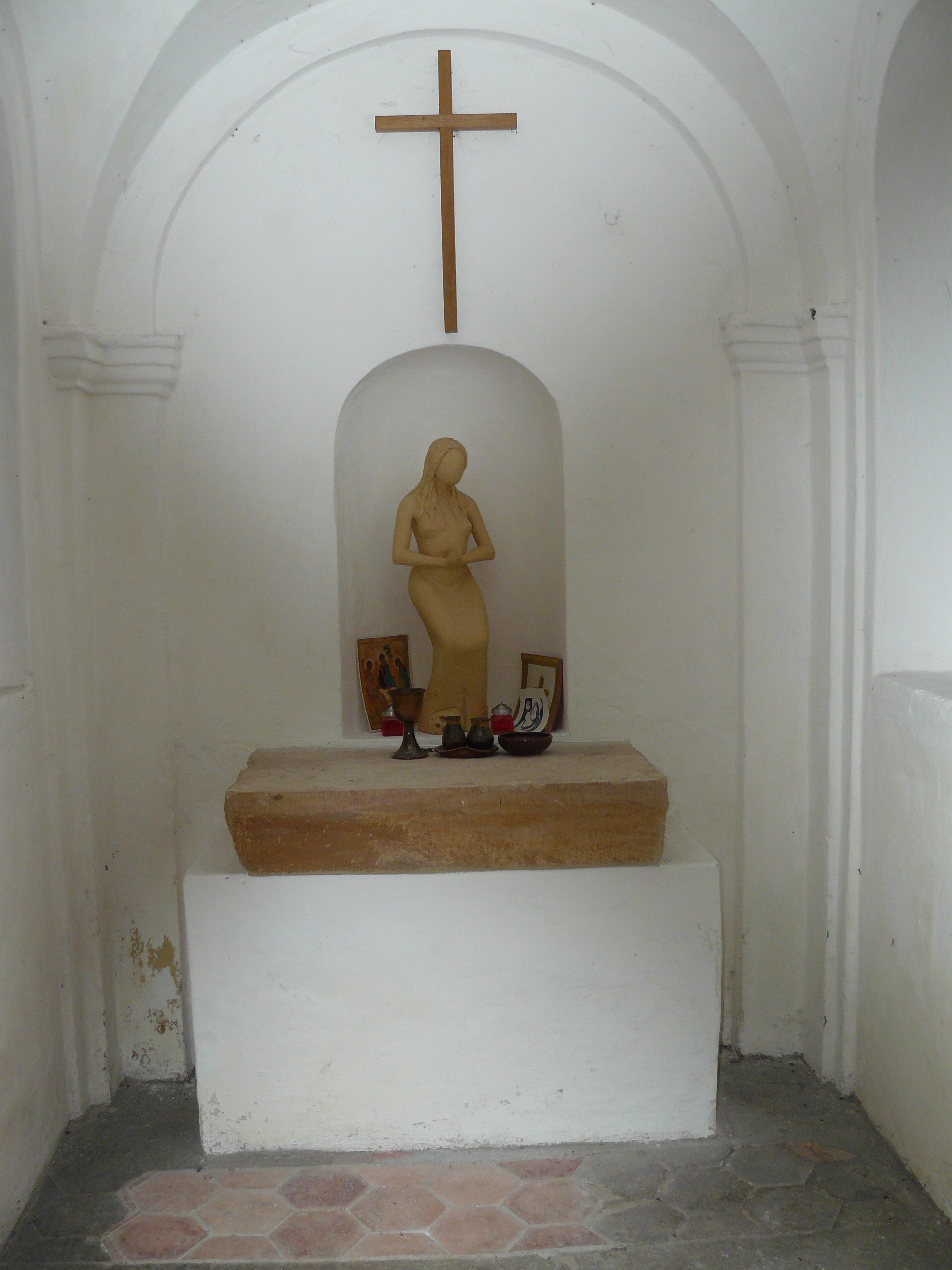
Interiér kaple

Kaple byla postavena kolem roku 1700 za časů působení kartuziánského řádu sv. Bruna v nedalekých Valdicích. Kartuziánské opatství Castrum beatae Virginis Mariae zde bylo zřízeno již 10. srpna 1627, kdy v Jičíně pobýval Albrecht z Valdštejna. Klášter byl zrušen 29. ledna 1782 dekretem Josefa II. a kaple přešla pod veřejnou správu. V roce 1968 si kapli vybrali jako vhodné místo pro svoji vysílačku sovětští vojáci, kteří ji později také používali jako terč při střelbách z bývalého vojenského prostoru pod Zebínem. Stavbu v minulosti také několikrát ohrožoval požár. V roce 2001 zde občanské sdružení Zebín uspořádalo první ekumenickou bohoslužbu. V letech 2004–2005 město Jičín, v jehož majetku se kaple nachází, provedlo za finanční podpory z fondu regenerace kulturních památek kompletní rekonstrukci objektu. Během oprav byla obnovena okna, která byla několik století zazděná. Interiér kaple byl počátkem roku 2006 vybaven sochou její patronky svaté Marie Magdalské. Její autorkou je sochařka Marie Žáková z Písku. Jediným dochovaným kusem původního inventáře je barokní obraz sv. Magdaleny, který je momentálně uložen v depozitáři jičínského muzea. Kaple byla znovu slavnostně posvěcena 22. července 2006 jako ekumenický svatostánek za účasti zástupců křesťanských církví.

## Popis
Kaple je samostatně stojící zděná omítaná orientovaná stavba na obdélníkovém půdorysu obdélníku (3,6 × 4,5 metru). Sedlová střecha je kryta bobrovkami. V západní stěně je prolomen obdélný vstup s plechovými dveřmi s malým zamřížovaným okénkem. V bočních stěnách jsou prolomena okna s půlkruhovým zaklenkem a jednoduše profilovaným ostěním. Fasáda je hladká, ukončena obvodovou hlavní profilovanou římsou. Trojúhelníkové štíty jsou lemovány římsami.
Interiér je členěn pilastry a půlpilastry, které nesou klenbu. Původní pilastry byly růžově mramorovány. Původní oltář byl barokní s empírovým obrazem svaté Maří Magdalény. Po rekonstrukci je za jednoduchým oltářem v malém výklenku umístěna plastika patronky kaple.

## Přístup
Nejbližší dostupnost automobilem je do jičínské místní části Sedličky (poblíž je zastávka železniční tratě 041). Z Valdic vede modrá  turistická značka přes jižní úpatí Zebína (kolem kostela Všech svatých) dále na Jičín. Po opravě kaple byla upravena na jižní straně kopce přístupová cesta s řetězovým zábradlím, takže v nejstrmějších úsecích cesty se mohlo přichytit řetězu. Pro zvýšenou erozi se nedoporučuje a využívá se severovýchodní stezka přes sady.